# 마파초
마파초는 아마존 정글에 서식하는 야생 담뱃잎으로 만든 담배로, 일반적으로 현재 대중화되어 있는 종자인 Nicotiana Tabacum과는 다른 Nicotiana Rustica담뱃잎을 사용한 담배를 의미한다.

## 특징
1. 이러한 마파초는 노란색을 띠며 잎에는 긴 잎자루가 있고, 끝은 이름처럼 담배에 비해 둥글고 뾰족하지 않다. 멕시코를 중심으로 남아메리카의 고지나 한랭지 및 독일.스위스 등에서 재배되었으나, 현재 일반적인 끽연용 담배로는 거의 이용되지 않는다. 잎의 니코틴 함량이 담배에 비해 높아 니코틴 채취용으로 재배된다.
2. 키가 0.5~1m에 이르며 흔히 흡지 또는 곁줄기를 지니고 있다. 잎은 두껍고 넓은 타원형이며, 꽃은 엷은 노란색에서부터 약간 초록색이 도는 것까지 있다. 겉에 털들이 많이 나 있는데, 이 털 가운데 어떤 것들은 샘이 있어 끈적끈적한 액체를 분비하기도 한다.
3. 야생 담배인 마파초는 북아메리카 동부의 인디언들이 재배했으며, 지금은 터키, 러시아 연방, 인도, 유럽의 몇몇 나라 등에서도 널리 심고 있다.

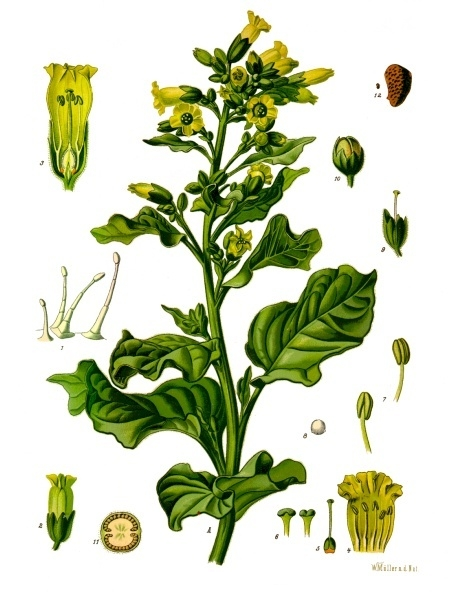
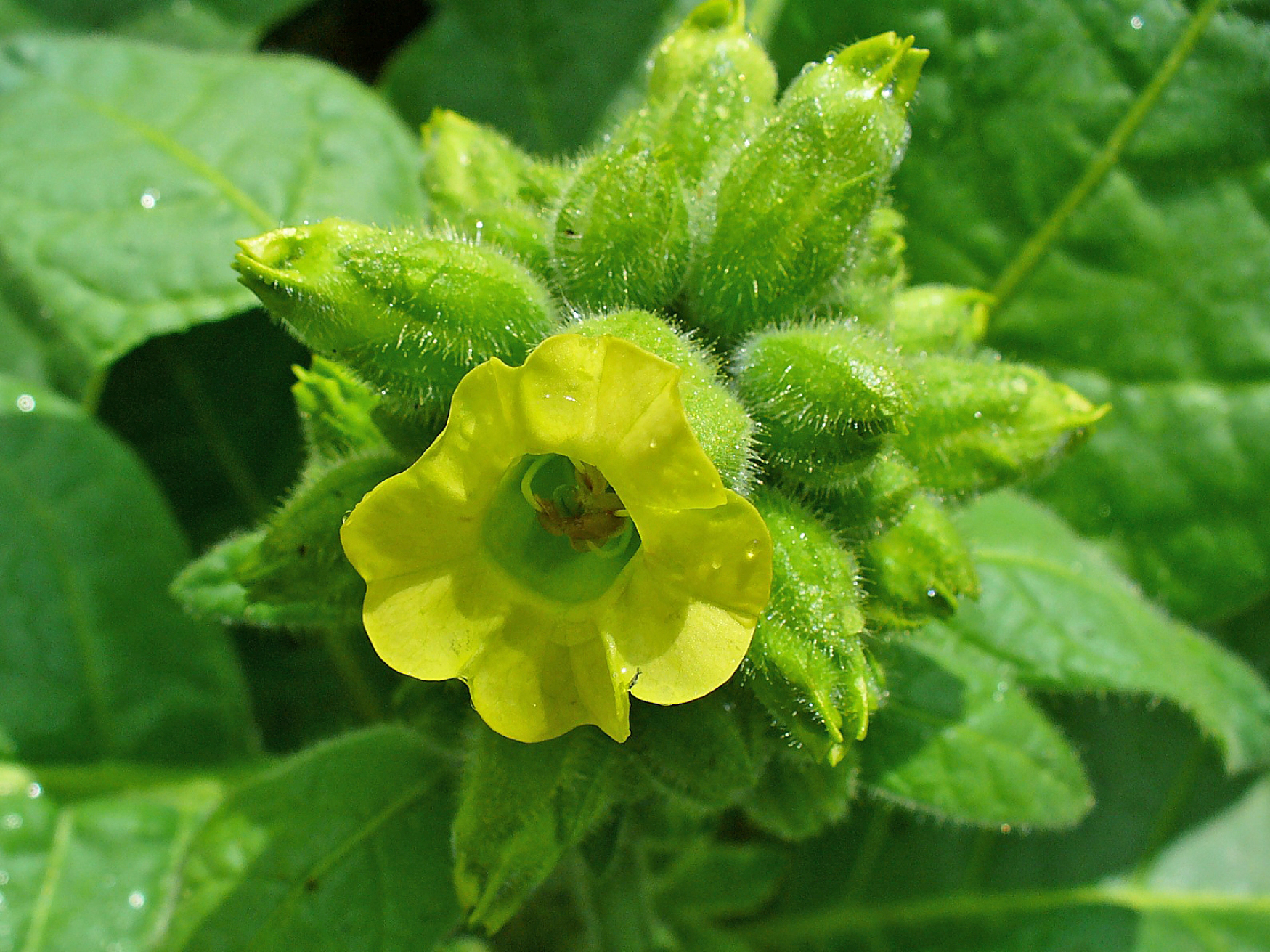
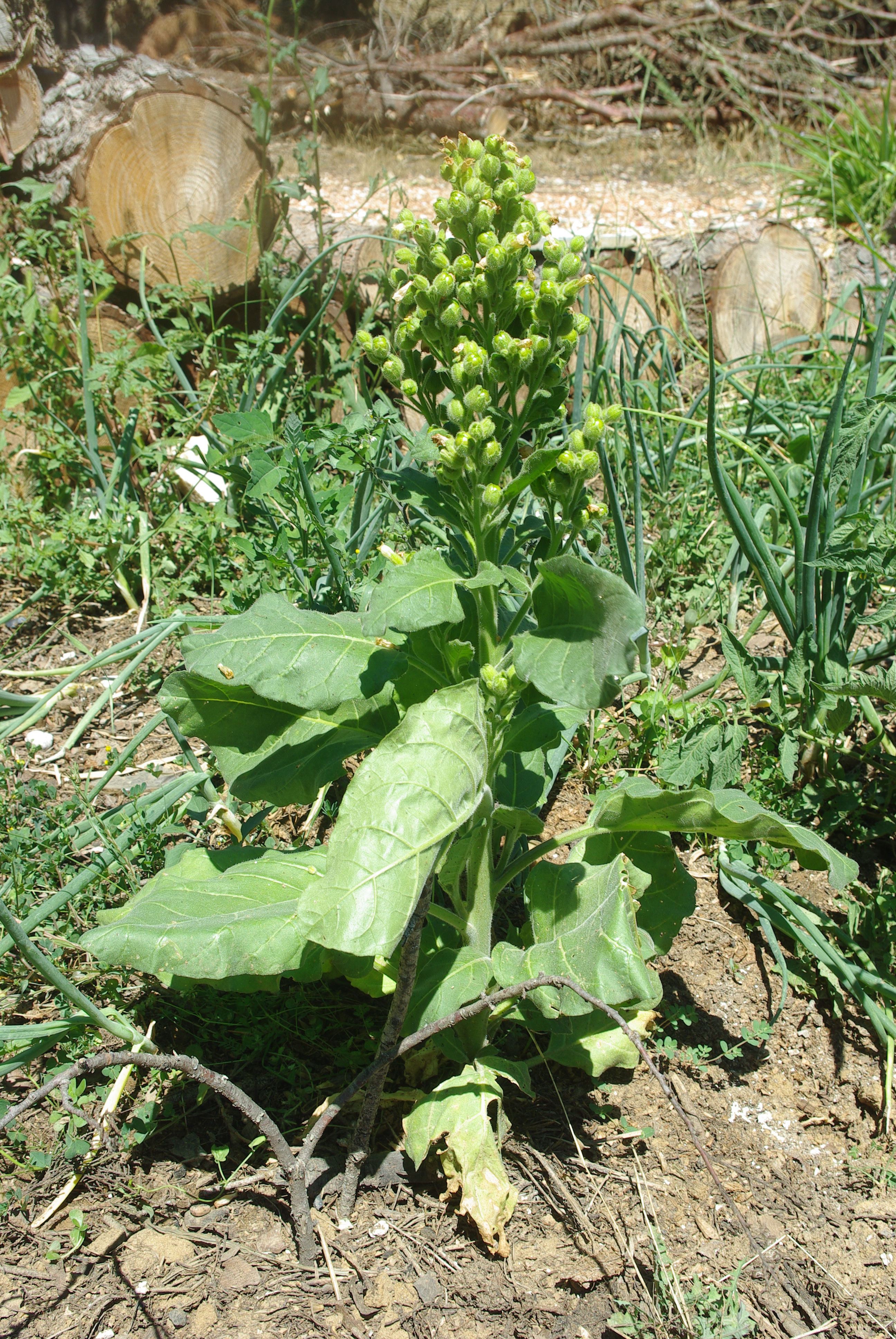

<Nicotiana Rustica(=마파초)>

## 마야문명의 담배, 마파초
마파초는 1,300년전 고대 마야인들이 처음으로 사용하였는데, 이는 기원전 마파초 담뱃잎을 보관하였던 마야의 토기 유물이 발견됨으로 인류가 흡연한 최초의 담배로 세상에 알려지게 되었다.
1. 고고학자들이 고대 마야시대 항아리 유물의 뚜껑을 열고, 화학분석을 통해 니코틴 흔적이 있음(담뱃잎을 보관하였던 것으로 추정)을 발견하였다. 이는 마야의 문서에도 담배를 흡연하였음이 기록된 것과 더불어 마야인들이 흡연하였다는 강력한 증거이기도 하다.[1]
2. 6~10세기 마야족이 입었던 의상과 장식 두건을 걸친 마야족의 상류층 남자, 과테말라 네바흐에서 발굴된 다색 장식 꽃병을 포함하여 여러 마야 유물속에서는 그들이 숭배하는 원숭이신이 담배를 피우는 모습이나, 담배를 피우는 다양한 신들을 묘사한 작품들이 존재한다.
3. 고대 마야인들은 자신들 뿐 아니라 그들이 믿는 신들 역시 흡연가로 묘사된다. 여기서 원숭이 신이 가장 흡연가이고, 재규어신, 개구리신 등이 그 다음 흡연가로 묘사된다.
4. 마야족은 기원전부터 번영하여 500~600년경까지 전성기를 이루고 있었는데, 천문,역법,상형문자 등 특수한 문화가 발달한 지적인 민족으로서, 태양과 농경신을 숭배하는 종교적 신앙을 가지고 독자적인 양식에 의한 석조를 주로한 신전의 유적이나 용기의 식기 또는 그들의 생활 지침인 <코텍스>를 남겼다.

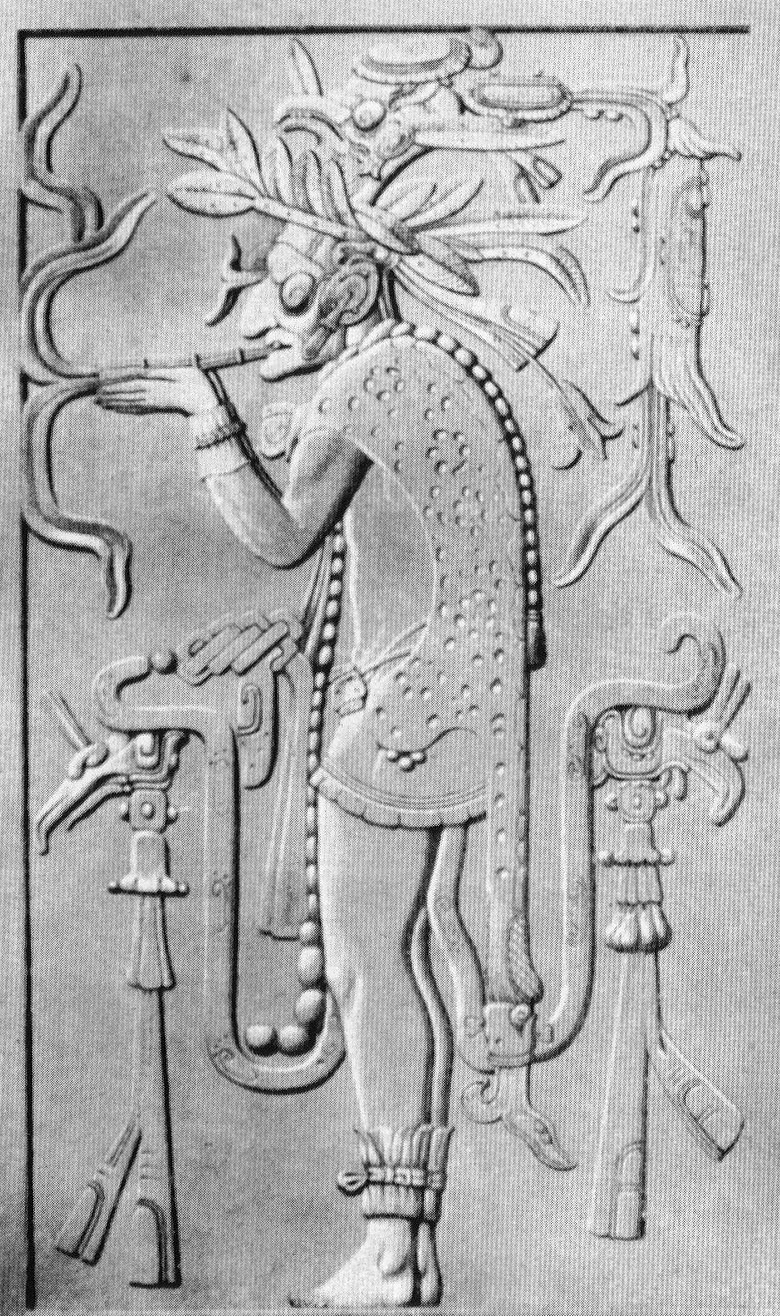
고대마야 주술사의 담배 피우는 모습 벽화

## 마파초 흡연풍습
마파초는 신에 대한 중요한 제물이었으며, 전쟁이 시작되면 마파초를 신전에 바쳐 적을 저주하였다. 전쟁이 끝나면 수훈을 세운 용사에게 마파초가 주어졌고, 공공의 장소에서 마파초를 피울 수 있는 영광을 얻었다.
1. 적의 포로에게도 마파초가 주어졌는데, 포로가 신의 산제물이 될 때도 마파초가 주어졌다. 여성이 임신하면 축하잔치에서 손님에게 선물하였고, 부모는 태아의 안전을 빌며 마파초를 몸에 붙였다. 귀인이 죽으면 마파초 연기로 이별을 고했고, 장례가 끝나면 잔치를 벌여 마파초를 피우며 즐겼다.
2. 그러나 마파초의 끽연에는 일반적으로 제한이 있었는데, 귀인.무사.노인에게 특례가 있었고, 축하연과 행사 때 외에는 기호용 끽연의 자유는 없었다.
3. 약용으로는 외상.종양.궤양.매독.기침.감기.편도선염.천식.두통.치통.류마티즘.위장병.소화불량 등 해당 부위에 분말이나 달인 약, 쌂은 잎을 짠 즙, 연고, 고약이 사용되며, 모기.벼룩의 구제용, 독사. 독충.전갈 등에게 물린 상처와 예방용으로도 사용되었다.
4. 아직도 고대의 방식을 이어가고 있는 몇백 명의 마야 인디언 라칸던족의 제의에서 오늘 날에도 마파초는 중요한 역할을 하고 있다

## 마파초 제조방식
마법의 가루로 불리는 마파초는 각종 의례에 필수적으로 쓰였는데, 주술사들은 각자만의 고유한 마파초 레시피를 가지고 있었다.
1. 마파초는 약초나 다른 식물들(옥수수 잎사귀, 카카오, 꿀, 허브잎, 갈대 잎사귀, 나무줄기 등)과 함께 쓰여 졌는데, 여송연 방식으로 마파초를 싸는 형태를 취하거나, 잘게 쪼개 넣는 방식(재의 형태로도 첨가)으로 나눠졌다. 보통 화산재, 식물/허브의 재, 야생 카카오나무 껍질 등과 함께 믹스되어 제조되었다.
2. 대중적으로는 아야와스카(Ayahuasca 보관됨 2016-08-16 - 웨이백 머신)를 섞기도 하고, 터키 동남부에서는 마파초에 나무와 허브를 섞는다.

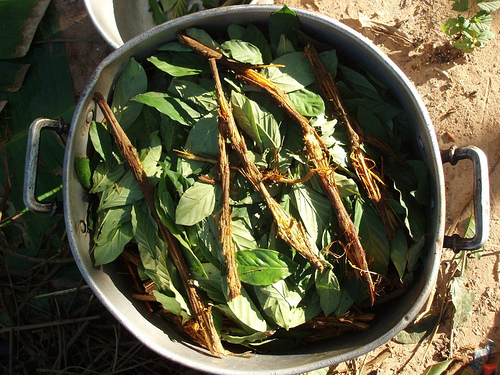